# 신익균 (1887년)
신익균(申益均, 일본식 이름: 平山益均, 1887년 ~ ?)은 일제강점기의 지방행정 관료이다.

## 생애
본관은 평산이며 출신지는 경기도 용인군이다. 관립한성사범학교 강습과를 졸업하고 한일 병합 조약 체결 직후인 1911년에 전라북도의 남원공립보통학교 훈도로 발령받아 교육계에 투신했다. 훈도로 2년 동안 일하다가 1913년에 퇴직하였다.
1914년부터 조선총독부 임시토지조사국 정리과에서 근무하면서 관계로 전직했다. 1918년에 도서기로 옮겨 강원도에 배치받았다. 잠시 퇴직했다가 1922년부터 총독부 내무국 사회과에서 근무했다.
1931년에 총독부 군수로 승진하여 황해도 송화군에 발령받았다. 1934년부터는 재령군 군수를, 이후 일제 강점기 말엽에는 황주군 군수를 역임했다. 황주군수로 재직하면서 1941년에 조선임전보국단이 출범할 때 황해도 지역 발기인으로 참가하였다.
재령군수로 재직 중이던 1935년에 총독부가 편찬한 《조선공로자명감》에 조선인 공로자 353명 중 한 명으로 수록되어 있다. 황주군수이던 1940년을 기준으로 종6위 훈6등에 서위되어 있었다.
2008년 공개된 민족문제연구소의 친일인명사전 수록예정자 명단 중 관료 부문에 포함되었다.

## 같이 보기
- 조선임전보국단

## 참고 자료
- 신익균(申益均) - 국사편찬위원회